# Ксиропотамос (дем Бешичко езеро)
Ксиропотамос или Текри Вермишли (на гръцки: Ξηροπόταμος, до 1928 Τσεκρή Βερμεσλή, Цекри Вермесли или Τεκρή Βερμεσλή, Текри Вермесли) е село в Гърция, част от дем Бешичко езеро (Волви) в област Централна Македония с 356 жители (2001).

## География
Ксиропотамос е разположено в северното подножие на Бешичката планина (Ори Волви), на южния бряг на бившето Мавровско езеро.

## История
В XIX век Текри Вермишли е турско село в Лъгадинска каза на Османската империя.
След Междусъюзническата война в 1913 година Текри Вермишли попада в Гърция. В 1913 година селото (Τεκρί Βερμισλή) има 81 жители.
През 20-те години турското население на селото се изселва и на негово място са настанени гърци бежанци. Според преброяването от 1928 година Текри Вермишли е чисто бежанско село с 11 бежански семейства, с 44 души.
В 1928 година селото е прекръстено на Ксирорема, по-късно променено на Ксиропотамос.
В 1932 година е построена църквата „Свети Георги“.